# Coregonus nipigon
Coregonus nipigon is een straalvinnige vissensoort uit de familie van de zalmen (Salmonidae). De wetenschappelijke naam van de soort is voor het eerst geldig gepubliceerd in 1925 door Walter Koelz.
Het is een soort houting die voorkomt in het gebied van de Grote Meren in het noorden van Noord-Amerika.